# 村井財閥
村井財閥 （むらいざいばつ）は、村井吉兵衛が一代で築き上げた日本の財閥である。明治から昭和初期にかけて存在した。

## 概要
第一次世界大戦中の好景気で新しい財閥が台頭したが、その一つが村井財閥である。たばこ王と呼ばれた村井吉兵衛は、1904年（明治37年）公布の煙草専売法により、煙草事業を国に譲渡することになった。その売却資金で村井銀行、村井貯蓄銀行、村井農場（韓国）、村井鉱業（石油採掘）、村井カタン糸（のち帝国製糸）などを大戦以前に設立した。さらに第一次世界大戦期に村井汽船、村井倉庫、村井貿易を設立したが、第一次世界大戦終戦後に村井貿易が破綻したせいで村井財閥は崩壊し始めた。1927年（昭和2年）の金融恐慌で村井銀行は廃業になった。上記の他に村井信託、村井生命、村井海上火災、村井証券、村井製紙、東洋印刷、日本石鹸なども村井財閥に属した。村井倉庫は令和の時代になっても京神倉庫として現存している。

## 財閥所属企業一覧
- 村井銀行
- 村井貯蓄銀行
- 村井農場（韓国）
- 村井鉱業（石油採掘）
- 村井カタン糸（後の帝国製糸）
- 村井汽船
- 村井倉庫（現：京神倉庫）
- 村井貿易
- 村井信託
- 村井生命
- 村井海上火災
- 村井証券
- 村井製紙
- 東洋印刷
- 日本石鹸